# Wheatfield
Wheatfield és una població dels Estats Units a l'estat d'Indiana. Segons el cens del 2000 tenia 772 habitants.

## Demografia
Segons el cens del 2000, Wheatfield tenia 772 habitants, 267 habitatges, i 191 famílies. La densitat de població era de 541,9 habitants/km².
Dels 267 habitatges en un 36% hi vivien nens de menys de 18 anys, en un 54,7% hi vivien parelles casades, en un 9,7% dones solteres, i en un 28,1% no eren unitats familiars. En el 24,3% dels habitatges hi vivien persones soles el 8,2% de les quals corresponia a persones de 65 anys o més que vivien soles. El nombre mitjà de persones vivint en cada habitatge era de 2,61 i el nombre mitjà de persones que vivien en cada família era de 3,07.
Per edats la població es repartia de la següent manera: un 33,2% tenia menys de 18 anys, un 9,5% entre 18 i 24, un 27,7% entre 25 i 44, un 18,5% de 45 a 60 i un 11,1% 65 anys o més.
L'edat mediana era de 29 anys. Per cada 100 dones de 18 o més anys hi havia 101,6 homes.
La renda mediana per habitatge era de 38.021 $ i la renda mediana per família de 43.750 $. Els homes tenien una renda mediana de 34.792 $ mentre que les dones 23.472 $. La renda per capita de la població era de 15.003 $. Entorn del 6,1% de les famílies i el 7,5% de la població estaven per davall del llindar de pobresa.

## Poblacions més properes
El següent diagrama mostra les poblacions més properes.